# Porta Giustizia

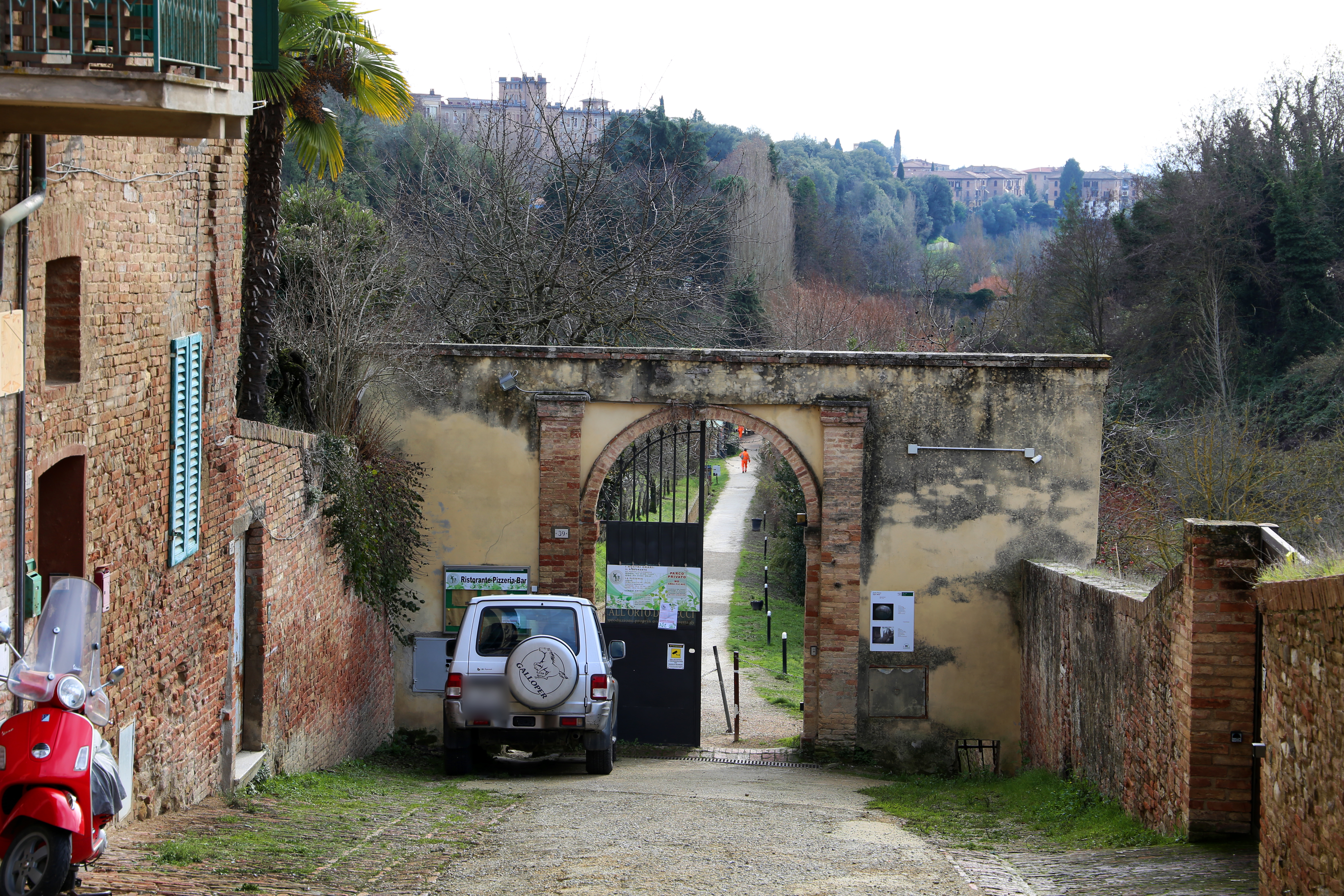
L'inizio della via della Porta di Giustizia

Porta Giustizia (o Porta di Santa Maria alla Giustizia) era una delle antiche porte delle Mura di Siena.

## Storia e descrizione
Porta Giustizia venne costruita dalla Repubblica di Siena a partire dal 1323 nella zona allora chiamata "Borgo di Santa Maria", posto lungo l'antica via di Porta Giustizia. Essa partiva dall'attuale Mercato di Sotto, dietro a piazza del Mercato ed al Palazzo Pubblico, e costituiva l'asse viario che attraversava la Valdimontone. L'accesso al Borgo avveniva da Salicotto, nella Contrada della Torre, tramite il vicolo dei Malcontenti; da Malborghetto, nella Contrada Capitana dell'Onda, tramite il vicolo di San Salvatore; da Porta Tufi e da Porta Romana con due strade ad oggi quasi scomparse, ma presenti nelle carte alla fine del XVI secolo
Al termine della sua costruzione, Porta Giustia venne utilizzata inizialmente come le altre porte della cinta muraria cittadina. Successivamente venne chiusa al pubblico ed utilizzata quasi esclusivamente per il passaggio dei carcerati, che venivano caricati su carri presso il carcere di via Malcucinato e, attraversando il vicolo dei Malcontenti (che ebbe appunto per l'utilizzo questo nome), tradotti verso Porta Giustizia. In questa zona, presso Santo Stefano a Pecorile, si svolgevano le esecuzioni a morte del Comune di Siena tramite impiccagione.
Porta Giustizia venne rinforzata nel 1527, in un momento di generale riorganizzazione delle difese cittadine, prima degli eventi che portarono alla fine della Repubblica di Siena. Nel XVII secolo la porta venne definitivamente murata dalle autorità dello Stato Nuovo di Siena.
In epoca moderna, la zona circostante ha acquisito una diversa configurazione. All'inizio dell'antica via di Porta Giustizia si trova un cancello, comunque a libero accesso, che corrisponde a un tratto di mura più antiche, mentre il Borgo di Santa Maria non esiste più, in quanto annientato demograficamente dalla Peste Nera che colpì Siena nel 1348 e in seguito quindi bruciato dalle autorità comunali per sicurezza.